# ATC kod D07
ATC kod D07 Kortikosteroidi, dermatološki preparati su terapeutska podgrupa sistema za anatomsko terapeutsko hemijsku klasifikaciju. Ovaj sistem alfanumeričkih kodova je razvio  za klasifikaciju lekova i drugih medicinskih proizvoda.  Podgrupa D07 je deo anatomske grupe D Koža i potkožno tkivo.

Kodovi za veterinarsku upotrebu (ATCvet kodovi) se mogu formirati stavljanjem slova Q ispred humanih ATC kodova: QD07... ATCvet kodovi bez odgovarajućeg humanog ATC koda su navedeni sa vodećim Q na sledećoj listi.
Nacionalna izdanja ATC klasifikacije mogu da obuhvataju dodatne kodove koji nisu prisutni na ovoj listi.

### D07AA Kortikosteroidi, slabi (grupa I)
D07AA01 Metilprednisolon
D07AA02 Hidrokortizon
D07AA03 Prednisolon

### D07AB Kortikosteroidi, umereno potentni (grupa II)
D07AB01 Klobetason
D07AB02 Hidrokortizon butirat
D07AB03 Flumetason
D07AB04 Fluolortin
D07AB05 Fluperolon
D07AB06 Fluorometolon
D07AB07 Flupredniden
D07AB08 Desonid
D07AB09 Triamcinolon
D07AB10 Alklometason
D07AB11 Hidrokortizon buteprat
D07AB19 Deksametason
D07AB21 Klokortolon
D07AB30 Kombinacije kortikosteroida

### D07AC Kortikosteroidi, potentni (grupa III)
D07AC01 Betametazon
D07AC02 Fluklorolon
D07AC03 Desoksimetazon
D07AC04 Fluocinolon acetonid
D07AC05 Fluokortolon
D07AC06 Diflukortolon
D07AC07 Fludroksikortid
D07AC08 Fluocinonid
D07AC09 Budesonid
D07AC10 Diflorason
D07AC11 Amcinonid
D07AC12 Halometason
D07AC13 Mometason furoat
D07AC14 Metilprednisolon aceponat
D07AC15 Beklometason
D07AC16 Hidrokortizon aceponat
D07AC17 Flutikason
D07AC18 Prednikarbat
D07AC19 Difluprednat
D07AC21 Ulobetasol
QD07AC90 Resokortol butirat

### D07AD Kortikosteroidi, veoma potentni (grupa IV)
D07AD01 Klobetasol
D07AD02 Halcinonid

## D07B Kortikosteroidi, kombinacije sa antisepticima

### D07BA Kortikosteroidi, slabi, kombinacije sa antisepticima
D07BA01 Prednisolon i antiseptici
D07BA04 Hidrokortizon i antiseptici

### D07BB Kortikosteroidi, umereno potentni, kombinacije sa antisepticima
D07BB01 Flumetason i antiseptici
D07BB02 Desonid i antiseptici
D07BB03 Triamcinolon i antiseptici
D07BB04 Hidrokortison butirat i antiseptici

### D07BC Kortikosteroidi, potentni, kombinacije sa antisepticima
D07BC01 Betametason i antiseptici
D07BC02 Fluocinolon acetonide i antiseptici
D07BC03 Fluokortolon i antiseptici
D07BC04 Diflukortolon i antiseptici

## D07C Kortikosteroidi, kombinacije sa antibioticima

### D07CA Kortikosteroidi, slabi, kombinacije sa antibioticima
D07CA01 Hidrokortizon i antibiotici
D07CA02 Metilprednisolon i antibiotici
D07CA03 Prednisolon i antibiotici

### D07CB Kortikosteroidi, umereno potentni, kombinacije sa antibioticima
D07CB01 Triamcinolon i antibiotici
D07CB02 Flupredniden i antibiotici
D07CB03 Fluorometolon i antibiotici
D07CB04 Deksametason i antibiotici
D07CB05 Flumetason i antibiotici

### D07CC Kortikosteroidi, potentni, kombinacije sa antibioticima
D07CC01 Betametason i antibiotici
D07CC02 Fluocinolon acetonid i antibiotici
D07CC03 Fludroksikortid i antibiotici
D07CC04 Beklometason i antibiotici
D07CC05 Fluocinonid i antibiotici
D07CC06 Fluokortolon i antibiotici

### D07CD Kortikosteroidi, very potent, combinations with antibiotics
D07CD01 Klobetasol i antibiotici

## D07X Kortikosteroidi, druge kombinacije

### D07XA Kortikosteroidi, slabi, druge kombinacije
D07XA01 Hidrokortizon
D07XA02 Prednisolon

### D07XB Kortikosteroidi, umereno potentni, druge kombinacije
D07XB01 Flumetason
D07XB02 Triamcinolon
D07XB03 Flupredniden
D07XB04 Fluorometolon
D07XB05 Deksamethason
D07XB30 Kombinacije kortikosteroida

### D07XC Kortikosteroidi, potentni, druge kombinacije
D07XC01 Betametason
D07XC02 Desoksimetason
D07XC03 Mometason
D07XC04 Diflukortolon